# Eeva-Maija Tammekann
Eeva-Maija Tammekann, född 9 maj 1930 i Tartu, död 12 oktober 2016 i Helsingfors, var en finländsk bibliotekarie. Hon var dotter till August Tammekann.
Tammekann blev student 1949, filosofie kandidat 1956, filosofie licentiat 1961 i Helsingfors. Hon avlade bibliotekarieexamen 1957 och vetenskaplig biblioteksamanuensexamen 1961. Hon tjänstgjorde från 1958 som bibliotekarie vid bland annat Jyväskylä universitet, där hon var överbibliotekarie 1970–1980 och biträdande professor i informatik 1971–1972. Hon var överbibliotekarie vid Riksdagsbiblioteket i Helsingfors 1980–1993. Hon hade förtroendeuppdrag inom flera biblioteksorganisationer både i Finland och utomlands. 
Tammekanns barndomshem i Tartu, Villa Tammekann (1933), ritat av Alvar Aalto, förvärvades på 1990-talet av Åbo universitet, som restaurerade byggnaden och i den inrättade ett Granöcenter (uppkallat efter Johannes Gabriel Granö), som invigdes 2000. Hon blev filosofie hedersdoktor 1990 och tilldelades professors titel 1993.

### Källhänvisningar
1. ↑  Uppslagsverket Finland, Svenska folkskolans vänner, Uppslagsverket Finland-ID: TammekannEevaMaijaUppslagsverketFinland.[källa från Wikidata]
2. 1 2  Kuolleet | Eeva-Maija Tammekann (på finska), 13 november 2016, läs online, läst: 6 oktober 2023.[källa från Wikidata]
3. ↑  Eesti raamatukogunduse biograafiline andmebaas, Eesti Raamatukoguhoidjate Ühing, läs online.[källa från Wikidata]
4. ↑  Eeva-Maija Tammekann (på finska), Helsingin Sanomat, läs online.[källa från Wikidata]